# Maggy Nagel
Maggy Nagel (ur. 25 sierpnia 1957 w Luksemburgu) – luksemburska polityk i samorządowiec, deputowana, w latach 2013–2015 minister.

## Życiorys
W 1977 ukończyła szkołę średnią École Privée Fieldgen. Zaangażowała się w działalność polityczną w ramach Partii Demokratycznej, do której wstąpiła w 1996. Od 1994 wchodziła w skład władz miejscowości Mondorf-les-Bains, w latach 1996–2013 pełniła funkcję burmistrza. W latach 2000–2012 była wiceprzewodniczącą krajowej organizacji turystycznej ONT. W kadencji 1999–2004 sprawowała mandat posłanki do Izby Deputowanych. W 2013 po raz drugi wybrano ją do luksemburskiego parlamentu. W grudniu 2013 została ministrem kultury oraz ministrem mieszkalnictwa w gabinecie Xaviera Bettela. Ustąpiła w grudniu 2015, w 2016 powołano ją na pełnomocnika rządu do spraw Expo 2020.